# 村木徹太郎
村木 徹太郎（むらき てつたろう、1965年 - ）は、日本の実業家。岐阜県出身。株式会社TOKYO AIM取引所（現・TOKYO PRO Market）元代表取締役社長。フロンティア・マネジメント株式会社元専務執行役員　シンガポール支店長などを歴任。

## 人物・経歴
岐阜県出身。医師である父親の研究の関係で、幼少期を英国ロンドンで過ごす。1989年、上智大学外国語学部比較文化学科卒業。1990年、同修士課程修了。1991年、スイス銀証券会社（現・UBS証券）東京支店に入社。1996年、世界銀行（ワシントンDC本部）に入行。1998年から２年間、金融危機下の韓国に駐在し、国有化された銀行の売却や財閥のスリム化等の業務に従事。一時休職して、2001年にハーバード・ケネディスクール（ハーバード大学行政大学院）にてMPA取得。その後、日本に帰国し、デロイトトーマツコンサルティング株式会社に入社。2002年、イデアキャピタル株式会社代表取締役パートナーに就任。2003年、株式会社産業再生機構に入社。2004年に株式会社カネボウ化粧品取締役兼執行役最高財務責任者（CFO）に就任し、同社の再建を担当。2007年、株式会社東京証券取引所に入社し、経営企画部企画統括役に就任。2009年4月、株式会社TOKYO AIM取引所の設立に伴い、同社の代表取締役社長に就任。 2012年、フロンティア・マネジメント株式会社に入社し、専務執行役員シンガポール支店長などを歴任。